# 罗伯托·拉拉
罗伯托·拉拉（Roberto Lara，1927年5月23日—1988年11月3日）是一位阿根廷音乐人，拉拉于7岁时开始学习音乐，终其一生都是职业吉他手。在阿根廷国内，他曾在多個顶尖剧场表演独奏独唱。作为独唱家和伴奏，他還前往巴西、墨西哥、法国、德国、瑞士、波兰以及匈牙利参加演唱会。